# Peter Spufford
Peter Spufford (* 18. August 1934; † 19. November 2017) war ein britischer Wirtschaftshistoriker mit dem Schwerpunkt europäisches Mittelalter. Er war zuletzt Emeritus der Universität Cambridge. Er gilt als „the most distinguished medieval monetary historian of our times“.

## Leben

### Familie
Spufford war von 1962 bis 2014 mit Margaret Spufford verheiratet, ebenfalls Historiker(in). Das Paar bekam einen Sohn namens Francis (* 1964), der Schriftsteller wurde, und eine Tochter namens Bridget (* 1967), die bereits 1989 verstarb. Nach ihr wurde das Bridget’s Hostel for disabled students in Cambridge benannt.

### Werke, akademische Laufbahn
Peter Spufford verfasste mehrere Grundlagenwerke zur Frage des Gebrauches und der Natur des Münzgeldes und des reinen Rechengeldes im Mittelalter Europas, aber auch zu Fragen der Kaufmannsmentalität und -organisation. Allein sein Werk Power and Profit wurde bis 2017 in vier Sprachen übersetzt; er selbst sprach beinahe akzentfrei Französisch.
Peter Spufford war Research Fellow am Jesus College und Präsident der 1948 gegründeten Cambridge University Heraldic and Genealogical Society im akademischen Jahr 1959–1960, deren Vizepräsident er von da an war.
Spufford war von 1990 bis 2001 als Reader für Wirtschaftsgeschichte tätig, 2000/2001 übernahm er den Lehrstuhl für Europäische Geschichte, den er bis zu seiner Emeritierung innehatte. 2017 erschien zu seinen Ehren, herausgegeben von Martin Allen und Nicholas Mayhew: Money and its use in Medieval Europe. Three decades on. Essays in Honour of Professor Peter Spufford (= Royal Numismatic Society Special Publication, 52), London 2017.

### Mitgliedschaften und Auszeichnungen
1968 wurde Spufford Fellow der Royal Historical Society, 1979 am Cambridger Queen’s College, 1990 wurde er Fellow der Society of Antiquaries, ebenso wie 1994 der British Academy. 2005 erhielt er die Medaille der Royal Numismatic Society.

## Veröffentlichungen (Auswahl)
- Handbook of Medieval Exchange (Royal Historical Society Guides and Handbooks, No 13), London 1986.
- Money and its Use in Medieval Europe, Cambridge/London/New York/La Rochelle/Melbourne/Sidney 1989.
- Power and Profit. The Merchant in Medieval Europe, Thames & Hudson, 2002.
- Handel, Macht und Reichtum. Kaufleute im Mittelalter, Darmstadt 2004.